# Generatiepact
Het Generatiepact is een plan dat door de Belgische regering-Verhofstadt II aan het parlement werd voorgesteld op 11 oktober 2005 naar aanleiding van het probleem van de vergrijzing in België. Het was een deel van de beleidsverklaring van de regering bij de start van het nieuwe werkjaar, en bevat 66 maatregelen om meer mensen aan het werk te krijgen en langer werken aan te moedigen. Het is één onderdeel van het zogenaamde eindeloopbaandebat. In 2013 lag het aantal bruggepensioneerden, ondanks het crisisjaar, lager dan ooit in deze eeuw. Dit zou onder andere het gevolg zijn van het generatiepact.

## Inhoud

### Jongeren
Voor de jongeren bevat het plan mogelijkheden voor meer banen:
- Creatie van meer stageplaatsen via bonussen en fiscale maatregelen;
- meer startbanen voor jongeren.

### Brugpensioen
De mogelijkheid om met brugpensioen te gaan wordt beperkt: de grensleeftijd is verhoogd van 58 naar 60 jaar vanaf 2008.
Brugpensioen op 58 jaar kan alleen nog in bepaalde gevallen:
- vanaf 2008:
  - voor mannen als de man al 35 jaar gewerkt heeft
  - voor vrouwen als de vrouw al 30 jaar gewerkt heeft
- vanaf 2012:
  - voor mannen als de man al 38 jaar gewerkt heeft
  - voor vrouwen als de vrouw al 35 jaar gewerkt heeft.
- later wordt het aantal werkjaren voor vrouwen ook 38 jaar

Brugpensioen op 56 jaar is alleen mogelijk voor speciale groepen:
- voor invalide bouwvakkers
- bij nachtarbeid
- bij ochtendarbeid

### Tewerkstellingscellen
Bij de herstructurering van bedrijven (wanneer er gewoonlijk veel ontslagen vallen) komt er een systeem van tewerkstellingscellen, die mensen opleiden en begeleiden. De werknemer wordt zes maanden doorbetaald maar die maanden worden afgetrokken van de opzegperiode. De deelname aan een tewerkstellingscel is vrijwillig, maar wie uitzicht wil hebben op brugpensioen bij herstructurering, moet meedoen. Er zijn ook sancties mogelijk voor wie een passende job of opleiding weigert. Dat kan gaan van een tijdelijke schorsing tot het verlies van het recht op brugpensioen.

### Andere maatregelen
- Werklozen die een nieuwe baan aanvaarden krijgen een toeslag bovenop hun loon.
- Oudere werknemers krijgen de kans over te schakelen op lichter werk, met een tijdelijke premie om het inkomensverlies te compenseren.
- Mogelijkheden om 4/5 te gaan werken.
- Wie na zijn 60e blijft werken, krijgt een pensioenbonus.

## Reacties

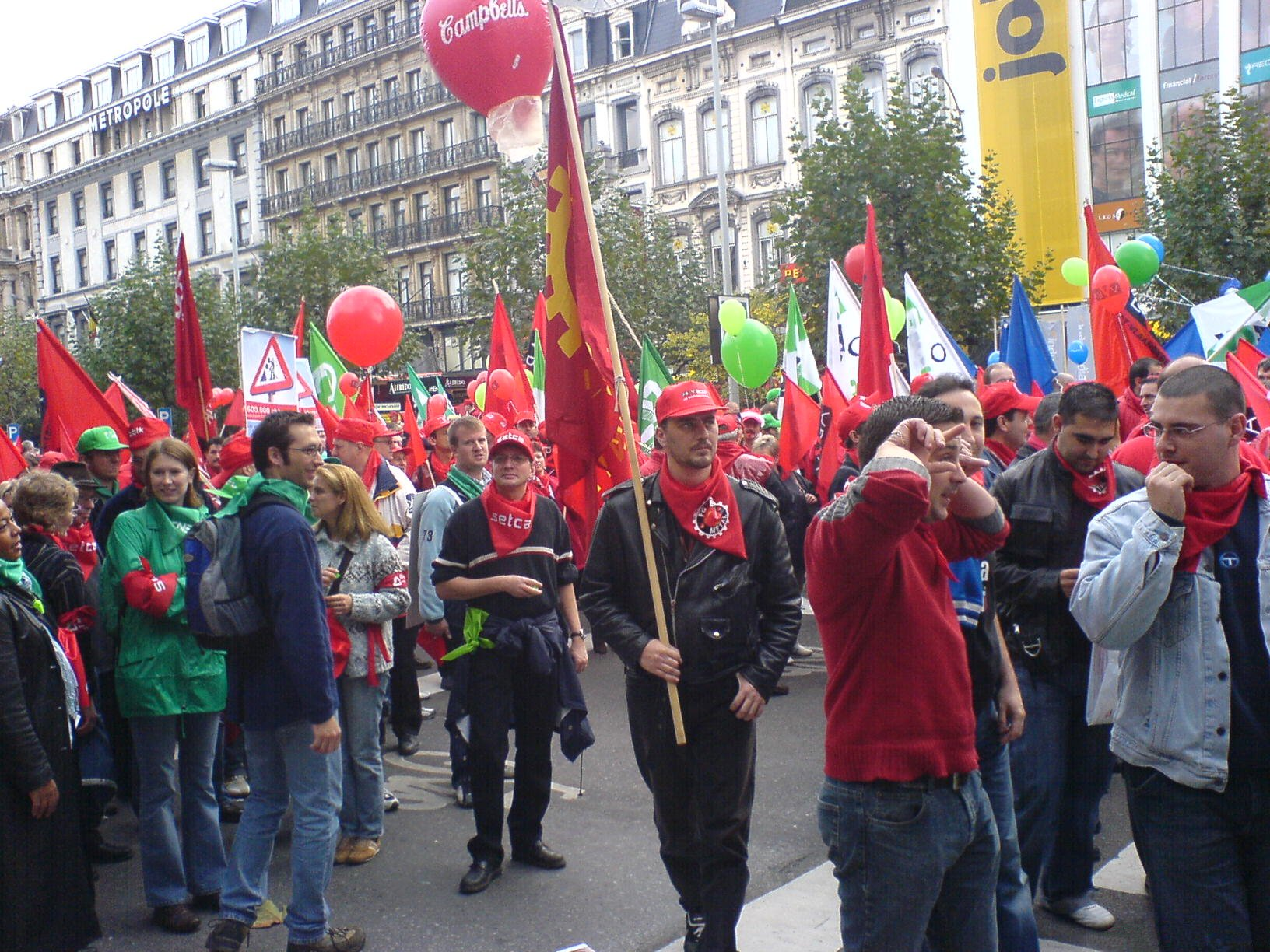
Betoging tegen het generatiepact

Vooral de beperking van het brugpensioen riep hevige reacties op van de vakbonden. Veel oudere werknemers zagen het niet zitten om langer te werken dan voor de maatregelen bepaald was. De vakbonden keurden het pact daarom af, en kondigden acties aan.
Op 7 oktober 2005 staakte het ABVV. Twee weken later, op 28 oktober was er een algemene stakingsdag met betoging georganiseerd door de drie vakbonden ACV, ABVV en ACLVB.
Op politiek vlak zou vooral het Comité voor een Andere Politiek en de PVDA+ zich verzetten tegen het pact.
De werkgevers, vertegenwoordigd door het VBO en UNIZO vinden dat het pact moet uitgevoerd worden.